# مجیدآباد (ساوه)
مجیدآباد یک منطقهٔ مسکونی در ایران است که در دهستان قره‌چای واقع شده‌است.